# San Pellegrino (Gualdo Tadino)
San Pellegrino is een plaats (frazione) in de Italiaanse gemeente Gualdo Tadino.